# Индийская национальная сеть

5 региональных энергосистем в Индии, которые были соединены между собой для создания Национальной сети.

Индийская национальная сеть — сеть передачи электроэнергии высокого напряжения в Индии, соединяющая электростанции и основные подстанции и обеспечивающая возможность использования электроэнергии, произведенной в любой точке Индии, для удовлетворения спроса в других местах.  Национальная сеть принадлежит и обслуживается государственной компанией Power Grid Corporation of India и управляется государственной компанией Power System Operation Corporation. Это одна из крупнейших действующих синхронных сетей в мире с установленной генерирующей мощностью 371 ГВт по состоянию на 30 июня 2020 года .
Сеть Индии является региональной синхронной сетью, номинально работающей на частоте 50 Гц. Допустимый диапазон изменения частоты 49,95–50,05 Гц действует с 17 сентября 2012 года. Правительство Индии регулирует частоту сети, требуя от штатов платить больше, когда частота падает.  Существуют также синхронные соединения с Бутаном и асинхронные соединения с Бангладеш, Мьянмой и Непалом.  Также было предложено подводное соединение со Шри-Ланкой (вставка постоянного тока между Индией и Шри-Ланкой). Предлагаемое соединение между Мьянмой и Таиландом будет способствовать созданию энергетического пула и позволит торговать между всеми странами BIMSTEC. 

## История
Индия начала использовать управление сетью на региональной основе в 1961 году. Электросети отдельных штатов были соединены между собой с образованием 5 региональных сетей, охватывающих материковую часть Индии. Существовали независимые Северная, Восточная, Западная, Северо-Восточная и Южная сетки. Эти региональные связи были установлены для обеспечения передачи избыточной электроэнергии между штатами в каждом регионе. В 1990-х годах правительство Индии начало планирование национальной энергосистемы. Региональные сети первоначально были соединены друг с другом асинхронными вставками постоянного тока, облегчающими ограниченный обмен мощностью. Эти каналы впоследствии были модернизированы до синхронных каналов высокой пропускной способности. 
Первое объединение региональных сетей было осуществлено в октябре 1991 года, когда были объединены Северо-Восточная и Восточная сети. Западная сеть была подключена к вышеупомянутым сетям в марте 2003 года, северная — в августе 2006 года.  Единственная оставшаяся региональная Южная сеть была синхронно подключена к Центральной сети 31 декабря 2013 года с вводом в эксплуатацию линии электропередачи Райчур–Солапур напржением 765 кВ .

## Территории вне сети
Союзные территории Андаманских и Никобарских островов и Лакшадвипа не подключены к Национальной сети. Обе территории представляют собой архипелаги, расположенные далеко от материка.  Из-за географии и топографии этих островов, включая разделение по морю на огромные расстояния, нет единой энергосистемы для всех электрифицированных островов архипелага. Системы производства и распределения электроэнергии на этих территориях являются автономными системами, при этом каждый электрифицированный остров архипелага имеет свою собственную систему производства и распределения. Электростанции обслуживают независимо друг от друга в зависимости от требований региона.   Ответственность за генерацию, передачу и распределения электроэнергии на этих территориях несёт Департамент электричества Андаманских и Никобарских островов (EDA&N) и Департамент электричества Лакшадвипа (LED). 

## Межрегиональная пропускная способность
Общая межрегиональная пропускная способность (ТТС) составляет по состоянию на 31 марта 2017 г. 75 ГВт  . Однако доступная пропускная способность (ATC) на ежедневной основе не превышает 35% от TTC, а фактическое использование составляет около 25%.   Из-за ограничений межрегиональной передачи стоимость покупки электроэнергии в каждом регионе IEX не всегда одинакова.  Министерство энергетики ввело политику общенациональных закупок мощности с разовым заказом у IEX, чтобы избежать дорогостоящих закупок электроэнергии со стороны Discoms. 

## Трансграничные каналы передачи
Индия начала трансграничную торговлю электроэнергией в середине 1980-х годов. Она установила межсетевые соединения 33 кВ и 132 кВ в радиальном режиме от Бихара и Уттар-Прадеша до Бутана и Непала соответственно. Первое межсетевое соединение с Бангладеш было введено в эксплуатацию в декабре 2013 года, и оно соединило Бахарампур с Бхерамарой. По состоянию на апрель 2017 года между Индией и Непалом существует 12 трансграничных соединений. Индия впервые стала нетто-экспортером электроэнергии в 2016-17 финансовом году. 
В настоящее время Индия импортирует электроэнергию из Бутана с использованием синхронных линий передачи, а экспортирует электроэнергию в Непал, Бангладеш и Мьянму с помощью линий асинхронной передачи между Национальной энергосистемой и электрическими сетями этих стран. 

## Внешние ссылки
- Трансграничный импорт / экспорт электроэнергии